# Primăvara (pictură de Monet)
Primăvara este o pictură în ulei pe pânză din 1872 a pictorului francez Claude Monet. Este păstrată la Muzeul de Artă Walters din Baltimore. Modelul prezentat în pictură este Camille Doncieux.
Acest tablou este identificat grație descrierii lui Émile Zola în recenzia sa despre o expoziție la Muzeul Luxemburgului: „Nu ar trebui să uităm alte tablouri ale lui Monet, în special portretul unei femei îmbrăcate în alb, așezată în umbra frunzelor, rochia ei presărată cu paiete luminoase, ca niște picături mari.”
Această pictură evocă viața unei tinere franțuzoaice pe care George Sand o descrie în corespondența sa adolescentă din 1820: „Îmi petrec viața în grădină, nu pot respira liber decât afară”.